# Port Broughton
Port Broughton – miasto w Australii, w stanie Australia Południowa.